# Товарищ (фильм, 1935)
«Товарищ» (фр. Tovaritch) — французский комедийный фильм 1935 года режиссёра Жак Деваля.
На III-ем Венецианский кинофестивале фильм номинировался на Гран-при «Кубок Муссолини» в категории «Лучший иностранный фильм», однако, уступил фильму «Анна Каренина».

## Сюжет
По одноимённой пьесе Жак Деваля 1933 года с подзаголовком «быль, ставшая трагикомедией», основаной на реальных событиях из жизни русского генерала Алексея Игнатьева.
В Париже 1930-х годов русские эмигранты Михаил Уратьев и его жена Татьяна, устраиваются на работу в качестве домашней прислуги. Их работодатели не знают, что эти двое — генерал и его жена, бежавшие от Революции, и хранящие во французском банке миллиарды франков, которые были переданы им на хранение покойным царем, к которым они, однако, отказывается прикасаться, считая, что эти деньги предназначены для восстановления царизма. Ситуация усложняется, когда в Париж в за деньгами прибывает советский комиссар Коротченко. Теперь чете Уратьевых нужно уберечь деньги от других банков и жадных бизнесменов, включая их собственного работодателя, мистера Арбезиа…

## В ролях
- Андре Лефор — Михаил Уратьев
- Ирен Зилахи — Татьяна, его жена
- Пьер Ренуар — комиссар Коротченко
- Пьер Палау — отельер
- Андре Алерме — мистер Арбезиа
- Маргарита Деваль — мадам Арбезиа
- Джуни Астор — Августина
- Жан Форест — Жорж
- Жермен Мишель — кухарка
- Ариан Боргас — Элен
- Жорж Молуа — шофёр Дюбье
- Вина Уинфрид — леди Карриган
- Камилл Берт — граф Брагинский
- Луи-Фердинанд Селин — эпизод (в титрах не указан)